# Генришев
Генришев (пол. Henryszew) — село в Польщі, у гміні Якторув Ґродзиського повіту Мазовецького воєводства.
Населення — 461 особа (2011).
У 1975—1998 роках село належало до Скерневицького воєводства.

## Демографія
Демографічна структура станом на 31 березня 2011 року:
|          | Загалом | Допрацездатний вік | Працездатний вік | Постпрацездатний вік |
| -------- | ------- | ------------------ | ---------------- | -------------------- |
| Чоловіки | 200     | 59                 | 123              | 18                   |
| Жінки    | 261     | 53                 | 148              | 60                   |
| Разом    | 461     | 112                | 271              | 78                   |